# Homatula pycnolepis
Homatula pycnolepis és una espècie de peix de la família dels balitòrids i de l'ordre dels cipriniformes.

## Morfologia
- Fa 11,9 cm de llargària màxima.
- És diferent d'Homatula acuticephala i d'Homatula anguillioides pel nombre de franges verticals als flancs i la forma de les aletes dorsal i anal; d'Homatula acuticephala per la forma del cos, la coloració i el gruix del peduncle caudal, la forma del musell i les llargàries de les aletes pectoral i pelviana, i d'Homatula erhaiensis per no tindre les escates de la zona predorsal incrustades sota la pell, el nombre de vèrtebres i de franges verticals als flancs, la forma del cos i la longitud del cap i del peduncle caudal.[5][6][3]

## Hàbitat i distribució geogràfica
És un peix d'aigua dolça, demersal i de clima tropical, el qual viu a Àsia: la conca superior del riu Mekong a Yunnan (la Xina).

## Observacions
És inofensiu per als humans.